# 狹頭異小鱂
狹頭異小鱂，為輻鰭魚綱鯉齒目鯉齒亞目花鳉科的其中一種，分布於中美洲瓜地馬拉Candelaria Yalicar河流域，體長可達6.2公分，屬肉食性，生活習性不明。

## 擴展閱讀
維基物種上的相關：狹頭異小鱂